# Johnny Keating
Johnny Keating (* 10. September 1927 in Edinburgh, Schottland; † 28. Mai 2015) war ein britischer Jazzposaunist, Orchesterleiter und Komponist.

## Leben
Einem breiteren Publikum wurde Keating zu Beginn der 1960er Jahre mit der Titelmelodie zur BBC-Kriminalserie Z Cars bekannt. Sie basiert auf dem alten Volkslied Johnny Todd. Mit dieser Komposition erreichte er im März 1962 die Top Ten der britischen Singlecharts. In den späten 1960er und frühen 1970er Jahren komponierte er auch die Musik zu einigen Filmen, unter anderem für Regisseur Richard Quine Das Hotel mit Rod Taylor und Karl Malden, sowie für die beiden Stanley Baker Filme Millionen-Raub und Wer zuletzt lebt, lebt am besten. Im Bereich des Jazz war er zwischen 1950 und 1999 an 54 Aufnahmesessions beteiligt, als Posaunist und Arrangeur bei Vic Lewis, Ted Heath, Ronnie Scott, Cleo Laine, Tony Bennett und Carmen McRae.

## Diskografie
- 1957: Swinging Scots (Johnny Keating and His All Stars, Dot)
- 1964: Swing Revisited (Jasmine)
- Here’s Where It Is: The Johnny Keating Sound! (Warner Bros)
- 1965: Keating...Straight Ahead (London)

## Filmografie
- 1966: Das Hotel (Hotel)
- 1967: Millionen-Raub (Robbery)
- 1972: Wer zuletzt lebt, lebt am besten (Innocent Bystanders)